# Wieluń Niedzielisko
Wieluń Niedzielisko – nieczynna wąskotorowa stacja kolejowa w Wieluniu, w województwie łódzkim, w Polsce.